# 熊出没
《熊出没》是深圳華強方特動漫公司製作的系列动画，主要講述东北地区山岭“狗熊岭”中的两个名为“熊大”和“熊二”的狗熊与伐木工“光头强”之間围绕保护森林为线索的斗争。該动画片自2012年1月19日在中國大陆各大電視台首播後，其幽默風格受到觀眾歡迎，多次刷新電視台動畫收視記錄。《熊出没》系列大電影自2012年推出以來，累積票房已超過70億人民币。《熊出没》系列作品网络点播超2000亿次。

## 剧情
前七部：该片讲述住在森林裡的熊大、熊二等森林小動物面对人类伐木工光头强，防止他采伐树木、破坏自然而同他展开了一场斗智斗勇的对决。

## 角色介绍

### 主要角色
| 角色   | 大陆配音                                                                       | 备注 |
| 熊大   | 張偉                                                                           | 一头聪颖、智慧无边的雄性狗熊，懂得坚持主见的重要性，足智多谋。是熊兄弟的主心骨，为照顾熊二操碎了心。喜欢母熊翠花，常常为了讨好翠花与胞弟熊二互相竞争，在讨好翠花这一方面，熊大略逊于熊二。（在現實中是一隻亞洲黑熊） |
| 熊二   | 张秉君                                                                         | 熊二呆呆傻傻，憨态可掬，但是非常善良，特别是那婉转的腔调（有网友说像山东话）。熊兄熊。力气超大（甚至能阻止和扔飞光头强的卡车），连熊大也无法抵挡，虽然很懒，但是比较聪明，经常为熊大出言献策。喜欢母熊翠花，常常为了讨好翠花与胞哥熊大互相竞争，在讨好翠花这一方面，熊二略胜一筹于熊大。（在现实生活中是亞洲黑熊） |
| 光头强 | 譚笑（第1部、第3部－、贺岁片、电影） 颜凡津（第2部）张秉君（第一部19,78,94集） | 前7部为反派。人类代表，老家在团结屯，以前是一名伐木工，為了賺錢做過很多職業，之後成為了一名導遊兼護林員。 他穷困潦倒：没米下锅，没钱买回家车票……在當伐木工的時候被李老闆催着砍樹，所以薪金異常地少（有一次還只是一瓶油和馬戲團入場券）。他总是被熊大、熊二阻止砍樹，最后还被李老板骂得狗血淋头。雖然两熊和光頭強是敵人，但有方有困難時，都會互相幫助大家。多数时候为利益不择手段，因为两只狗熊的缘故导致自己过得相当艰苦。 第8部起，光头强成为正派。 |
| 蹦蹦   | 李密思（早期） 辛媛（中期） 李婉瑶（后期）                                     | 一只松鼠，长着对大门牙，性格胆小而活泼，擅长装死，最喜欢吃松果，是森林里的“小广播”，它的双胞胎弟弟叫跳跳。他是熊大、熊二的好朋友兼得力助手，一遇到困难，就让熊大和熊二帮助。尤其是一发现光头强砍树，就打小报告，让熊大和熊二把光头强整得狼狈不堪。他在第一部早期没有名字。 |
| 吉吉   | 陈光（早期） 赵肖宇（中期） 李家耀（后期）                                     | 吉吉是只猴子，手下是毛毛。他生活在东北丛林，自称“吉吉国王”，称森林里所有人为“臣民”。他冷酷傲慢、嚴厲、好胜心强，不太喜欢熊大和熊二。但是总是在危机的时刻站出来，并帮助熊大和熊二打败光头强，并阻止其砍树，成功捍卫森林家园，为守卫森林立下了大功，也是小动物们眼中的英雄。他会跟毛毛翻脸，但事后往往会和好。 |
| 毛毛   | 孫曉東（早期） 赵肖宇（中期） 徐天一（后期）                                   | 毛毛是一只金色小猴子。他是猴王吉吉的手下，生活在东北丛林。他自诩是猴王吉吉的士兵，任何事情都服从吉吉。毛毛的爱好：吃水果，滑草，攀藤条。毛毛的“主公”是吉吉，对主一片忠心，两个人每次都同时出动，每天身手敏捷地穿梭在森林中。《环球大冒险》中，吉吉毛毛首小体弱，经常被光头强当作人质来威胁熊兄弟，这时吉吉总会挺身而出。 |
| 涂涂   | 何春（早期） 萬丹青（中期） 刘思奇（后期）                                     | 一只猫头鹰，健忘、糊涂、思维混乱，有时满口胡言乱语，给自己与别人都带来不必要的麻烦，让大家无奈。爱唱歌、善背诗，因这点被光头强捉弄过，还险些被卖掉。唯一会飞的角色，但是常常晕头转向，会撞树、石头等。 |
| 萝卜头 | 叶強（早期） 孟雨田（后期）                                                    | 地鼠，脾气暴躁，住在地洞里，里面囤满了萝卜，如果自己的萝卜被别人偷走就會大發雷霆。它还非常自私，总是为了一己之私误会别人，萝卜被偷还乱误会人，一次萝卜被光头强偷走，它却误会了熊二，把熊二追得满地窜。萝卜头身手敏捷，经常被任命去探听光头强的情况，尤其是在《南瓜怪来了》那一集中，萝卜头为打败光头强起关键作用。萝卜头擅长挖地洞，可以给光头强造成陷阱或做出橛子。                                                                                 |
| 肥波   | 孙堯東（早期） 周子瑜（后期）                                                  | 一只英国短毛猫，颈上系着领结，是光头强的宠物兼助手，因为被光头强无意间丢的火腿肠救助，从此被收养。他狡猾懒惰、好吃懒做、阴险狡诈、自私自利、爱通风报信，总是给主人帮倒忙，因此曾多次被赶出家门。自诩是个绅士，行为实则极为粗鲁。有時他只會說「喵喵」來交流，在少數的集數下說話時正常，例如《熊出沒之夏日連連看》第52集「吉吉的秘密」。 |
| 李老板 | 張偉                                                                           | 光头强的顶头上司，自私小气，经营一家伐木公司。非常抠门，出现几率很小，总是不露面。经常打电话催光头强交木头，无论有无到货都拖欠工资，每回给光头强买药和发明都从光头强的工资里扣，喜欢寄一些稀奇古怪的装备给光头强。曾因犯盗伐罪坐了一年牢（《熊出没之丛林总动员》第4集），已经结婚（《熊出没之春日对对碰》第9集）并养有一子（《熊出没之秋日团团转》第11集）。                                                                                         |
| 大马猴 | 周子瑜                                                                         | 在《夺宝熊兵》《雪岭熊风》《熊心归来》和正片第八部是反派。 |
| 二狗   | 马皓伦、赵肖宇、周子瑜                                                         | 在《夺宝熊兵》《雪岭熊风》《熊心归来》和正片第八部是反派。 |
| 天才威 | 谢丰泽（第九部）、周子瑜（第十、十一部）                                       | 在第九部、第十部、第十一部中是反派。 |

### 熊出没之环球大冒险-角色
| 角色     | 大陆配音                                                             | 备注 |
| 小狸     | 万丹青（第10集） 王雨暄（第13-22集） 刘思奇（第28-44集）             | 一条小狐狸，胆小、善良、爱美、平和，喜欢浇花，住在横倒的空心树里。因为十分善良，会被光头强利用，让她中他的圈套。在熊兄弟送了勇士腰带后变胆小为勇敢，变得乐于助人。是唯一一个只在《环球大冒险》上半部出现的角色。 |
| 老鳄     | 史华著（第2部） 陈光（第2部新版、第3部） 孙尧东（部分第2部新版集數） | 一条年长的鳄鱼，自称百事通，几乎什么都懂，经常下巴脱臼、腰骨折，和马戏团的动物都相处得很好。最年长的角色，有时也会犯糊涂。                                                                                       |
| 拖拖     | 孙尧东                                                               | 一只走路极慢的乌龟，幼稚单纯，思想简单，常为一点小事哭哭啼啼，有时开怀大笑，情绪极易变化。马戏团的成员之一，受到大家伙的喜爱，擅长滚铁球表演。                                                                   |
| 翠花     | 刘思奇                                                               | 翠花是一位马戏团的演员，马戏团的重要人物，爱美，随身携带化妆用品。喝醉酒时会撒酒疯，全然不同于平时的艳丽。是熊大和熊二最喜爱的母熊，但总是会引起熊大和熊二争风吃醋。                                             |
| 铁掌大师 | 陈光                                                                 | 铁掌大师是一只老虎，马戏团的成员之一，讲义气，拥有非凡的武功，深夜在虎山洞里苦练武艺。熊兄弟被欺负时，就把光头强打得落花流水，使其不敢轻易招惹。                                                                 |

### 熊出没之探险日记（第1部－）-角色
| 角色         | 大陆配音                                                | 备注 |
| 赵琳         | 张茗                                                    | 老赵头的侄女，活泼阳光、古灵精怪、善良勇敢，热爱小动物。赵琳总能让团队充满活力，她的加入使这段冒险旅程更加刺激精彩。 |
| 大马猴和二狗 | 孙晓东、周子瑜（大马猴） 马皓伦、赵肖宇、周子瑜（二狗） | 在《熊出没》电影系列和《熊出没之探险日记》中登场，受雇于他人并从事违法活动，最终被警察逮捕。 |
| 天才威       | 谢丰泽                                                  | 反派角色，是顶替大马猴和二狗的一个替代人物，是一位博士，坏心眼指数高于大马猴二狗，为了科学不惜一切代价，经常研制各种高科技发明对付熊强等人，结果落得个不堪的下场。他的助手叫洞洞幺，是一只仓鼠。                                                           |
| 王老板       | 陈光（早期） 刘沛（后期）                               | 金矿石公司和动物公司的老板，和李老板一样从来不露面。在《熊出没之春日对对碰》第35集中测量了光头强的黄金的含金量，在《熊出没之秋日团团转》第20集中因偷税被捕。出狱后曾雇佣大马猴和二狗抓东北虎（《熊出没之探险日记》），二人被后又花高价请天才威为其抓动物。 |
| 虎妞         | 刘思奇                                                  | 一只母老虎，与赵琳是好朋友。长大后生有一儿一女，儿子名叫崽崽，女儿被盗猎者抓走，并且女儿喜欢玩藤球（剧集中并未说明女儿的名字）。结局时与其他动物跟随山神团子去找新家。                                                                                     |
| 洞洞幺       | 缪莹莹                                                  | 反派角色，是一个可爱的仓鼠，主人是天才威。 |

## 音乐原声
以系列动画的歌曲为主:
片头曲：
| 歌曲               | 使用于              | 演唱   | 填词       | 填曲   |
| ------------------ | ------------------- | ------ | ---------- | ------ |
| 《我还有点小糊涂》 | 第1部、第3部－第7部 | 刘晨   | 丁亮、武斌 | 唐鑫   |
| 《环球大冒险》     | 第2部               | 熊建萍 | 丁亮       |        |
| 《勇往直前》       | 第8部-第9部         | 洪辰   | 林少英     |        |
| 《彩虹》           | 第10部-第11部       | 刘思奇 | 刘圳杰     | 陈俊威 |
| 《小小世界》       | 第12部              | 詹振威 |            | 余杰俊 |

片尾曲：
| 歌曲                     | 使用于        | 演唱   | 填词         | 填曲         |
| ------------------------ | ------------- | ------ | ------------ | ------------ |
| 《早安大森林》（纯音乐） | 第1部－第3部  | 不適用 | 不適用       | 李智平       |
| 《我的甜蜜》             | 第4部－第7部  | 张秉君 | 姜璐、黄慧琦 | 黎俊君       |
| 《森林时光》             | 第8部－第9部  | 罗高丞 | 向荣         | 向荣、罗高丞 |
| 《守护》                 | 第10部-第11部 | 张茗   |              |              |
| 《奇幻冒险》             | 第12部        |        |              | 占伟帆       |

贺岁片、电影:
| 歌曲             | 使用于               | 演唱 | 填词         | 填曲         |
| ---------------- | -------------------- | ---- | ------------ | ------------ |
| 《终会与你同行》 | 《熊出没之过年》     | 白挺 | 万秦、戴悫   | 李智平       |
| 《伴你成长》     | 《熊出没之夺宝熊兵》 | 白挺 | 万秦，戴悫   | 李智平，白挺 |
| 《你从未离去》   | 《熊出没之雪岭熊风》 | 白挺 | 万秦，崔铁志 | 李智平       |

插曲：
| 歌曲           | 使用于                  | 演唱 | 填词   | 填曲   |
| -------------- | ----------------------- | ---- | ------ | ------ |
| 《一帅到底》   | 《熊出没》第一部第102集 | 崔健 | 李智平 | 李智平 |
| 《归家心切》   | 《熊出没之过年》        | 白挺 | 万秦   | 黎俊君 |
| 《绝望的控诉》 | 《熊出没之过年》        | 白挺 |        |        |

## 剧集

### 系列动画
- 第1部：熊出没（原版共104集，修改版52集）[註 2]
- 第2部：熊出没之环球大冒险（原版共104集，修改版52集）[註 3]
- 第3部：熊出没之丛林总动员（原版共104集，修改版89集）[註 4]
- 第4部：熊出没之春日對對碰（共52集）
- 第5部：熊出没之冬日乐翻天（共52集）
- 第6部：熊出没之夏日连连看（共52集）
- 第7部：熊出没之秋日团团转（共52集）
- 第8部：熊出没之探险日记 （共52集）
- 第9部：熊出没之探险日记2（共52集）
- 第10部：熊出没之怪兽计划（共52集）
- 第11部：熊出没之怪兽计划2（共52集）
- 第12部：熊出没之小小世界（共52集）
- 第13部：熊出没之小小世界2（共52集）
- 第14部：熊出没之神奇宝物（共52集）

### 互动剧系列
- 2022：熊出没之古宅探宝[註 5]

### 贺岁片
- 2013：熊出没之过年
- 2014：熊出没之年货

### 院线电影
- 2014：熊出没之夺宝熊兵[20]
- 2015：熊出没之雪岭熊风
- 2016：熊出没之熊心归来
- 2017：熊出沒·奇幻空間
- 2018：熊出沒·變形記
- 2019：熊出没·原始时代[註 6]
- 2021：熊出没·狂野大陆[註 7]
- 2022：熊出没·重返地球
- 2023：熊出没·伴我“熊芯”
- 2024：熊出沒·逆轉時空
- 2025：熊出沒·重啟未來
- 熊出没·年年有熊

### 舞台剧
- 2015：熊出没之缤纷王座
- 2022：熊出没之原始时代[註 8]

### 番外系列
- 2023：赵琳的探险日记
- 2025：赵琳的探险日记Ⅱ

### 儿歌系列
- 2019：熊熊欢乐颂
- 2022：熊熊欢乐颂2

### 幼教系列
- 2017：熊熊乐园
- 2018：熊熊乐园2
- 2019：熊熊乐园3
- 2021：熊熊乐园4
- 2021：熊熊帮帮团
- 2023：熊熊帮帮团2
- 2024：熊熊帮帮团3
- 熊熊帮帮团4
- 熊熊帮帮团5

### 图书
- 熊出没之环球大冒险（丛林篇）：追踪器
- 熊出没之环球大冒险（丛林篇）：地鼠大战
- 熊出没之环球大冒险（丛林篇）：无敌火钳
- 熊出没之环球大冒险（丛林篇）：变身勇士
- 熊出没之环球大冒险（丛林篇）：狼人之夜
- 熊出没之环球大冒险（丛林篇）：熊二要飞
- 熊出没之环球大冒险（小镇篇）：老鳄算命

## 花絮
该片在百度上“中国动漫指数”的点击率排榜第一位。
该片在中国大陆北京卡酷、上海炫动、江苏优漫、湖南金鹰、广东嘉佳、南方少儿、天津少儿、山东少儿、广州少儿等眾多电视台播出，出口到美国、俄罗斯、伊朗、意大利等80多个国家和地区，在俄罗斯Karusel、中东IRIB、新加坡PCCW、印尼MNCTV、土耳其SHOWTV等多国电视台和迪士尼、索尼、奈飞等主流平台播出。
2014年12月19日，中国首个民间儿童影视剧分级制度推出。澎湃新闻记者看到，这一名为中国儿童影视剧分级标准的分级制度，将儿童影视剧分为五级：TV-K（2-6岁）、TV-G（6-7岁）、TV-7（7-10岁）、TV-PG（10-14岁）、TV-14（14岁以上）。根据该分级制度，《喜羊羊与灰太狼》为TV-7（7-10岁），《熊出没》为TV-PG（10-14岁），《大头儿子和小头爸爸》则为TV-K（2-6岁）。

## 奖项
| 年份 | 奖项                               | 是否得奖 | 备注          |
| ---- | ---------------------------------- | -------- | ------------- |
| 2012 | 第12届“五个一工程”动画片奖         | 獲獎     | [ 25 ] [ 26 ] |
| 2012 | 年度优秀国产动画片一等奖           | 獲獎     | [ 22 ]        |
| 2012 | 意大利“海湾卡通节”普钦内拉奖       | 提名     | [ 22 ]        |
| 2012 | 第17届意大利雷斯尼亚电影节最佳动漫 | 提名     | [ 22 ]        |

## 争议
- 2014年1月24日，在浙江宁波鄞州区，一孩子因模仿熊二烧木取暖，引发火灾，差点葬身火海。[27]
- 2014年8月28日，温州男孩趴路中央模仿《熊出没》被车碾压，但未造成儿童受伤，律师称孩子的父母负主要责任。[28]
- 2018年7月26日，四川两小孩在家中在家中玩耍，其中一小孩模仿《熊出没》动画片中的熊大、熊二在身上绑起绳子往下跳的情节，用绳子捆绑并进行攀岩游戏玩耍，最后从家中窗户跌落受伤，经抢救无效死亡[29]

## 评价

### 正面评价
- 中国青年网称《熊出没之夺宝熊兵》以2D、3D、巨幕立体的全放映制式全国爆笑公映，贯穿2014寒假、春节两大档期，无论是故事创意、技术水准，还是营销、发行都进行了全方位升级，获得了口碑和票房的双丰收，打破国产卡通“打破公映日票房纪录”、“公映三日破亿”、“第一部首周末票房破亿”、“九日刷新总票房纪录”等全部纪录，以2.5亿元总票房树立起国产动画电影新标杆。此外，《熊出没之夺宝熊兵》在国际电影市场上也崭露头角，被广电总局推荐为2014年戛纳电影节中国动画的代表性展映影片，并在2014年柏林电影节放映，入围世界动漫界“奥斯卡”之称的2014年法国昂西国际动画电影节“昂西水晶最佳动画长片奖”。目前已与俄罗斯、韩国、菲律宾等多个国家和地区签订影片引进协议。[30]

- 人民网称动画《熊出没》秉承“寓教于乐”的理念，以幽默、娱乐的动漫手法传递快乐，以通俗易懂的故事传达知识，演绎出“菜鸟奶爸”共同保护萌娃的一幕幕幽默搞笑且温馨感人的亲子大戏。“亲情和关爱”永恒价值观贯穿全片，“亲子”气氛浓郁，巧妙融合亲情、友情、关爱等一系列“正能量”思想元素，处处演绎和流露出和谐、温情、关爱和幸福，传播社会正能量，引起观众深层次的共鸣和感动，引发人生启示和深思，发挥启示和教导意义，是一部小孩大人都爱看的“全年龄”国产卡通。[31]

### 负面评价
- 2013年，中国中央电视台批评《喜羊羊与灰太狼》、《熊出没》等卡通存在過度暴力、言語粗俗的问题，可能會引发儿童模仿，造成一段时间社会輿論盛行。[32]
- 2021年，江苏省消保委发布《动画领域侵害未成年人成长安全消费调查报告》，称21部动画片近半存在暴力犯罪元素，其中包括《熊出没》，《名侦探柯南》，《小猪佩奇》等卡通。[33]